# 407

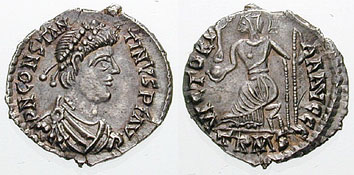
Keizer Constantijn III (r. 407-411)

Het jaar 407 is het 7e jaar in de 5e eeuw volgens de christelijke jaartelling.

## Gebeurtenissen

### Brittannië
- Lente - Constantijn III roept zichzelf uit tot keizer van het West-Romeinse Rijk. Hij trekt het Romeinse leger terug uit Brittannië en laat het land vrijwel onverdedigd achter. Na 360 jaar Romeinse heerschappij steken Angelen, Juten en Saksen de Noordzee over en vestigen zich in zuidoost Engeland.

### Europa
- Constantijn III steekt met een expeditieleger Het Kanaal over en gaat bij Bononia (Gallië) aan land. Hij versterkt de Rijngrens en laat de bergpassen naar de Alpen bewaken. De Gallische Bagaudae komen in opstand, ze bezetten het gebied van Armorica (Bretagne).
- Gundohar (r. 407-436) volgt zijn vader Gebicca op als koning van de Bourgondiërs. Hij sticht aan de bovenloop van de Main in de omgeving van Worms, het eerste Bourgondische Koninkrijk (huidige Rijnland-Palts).
- Terwaan wordt platgebrand.

## Overleden
- Gebicca, koning van de Bourgondiërs (waarschijnlijke datum)
- 14 september - Johannes Chrysostomus, aartsbisschop van Constantinopel